# Лессер (баронский род)
Лессер (пол. Lesser) — баронский род.
Потомство перуанского консула в Варшаве Станислава Лессера, возведенного грамотой герцога Саксен-Мейнингенского Георга II, от 1 / 13 февраля 1876 года, с нисходящим его потомством, в баронское достоинство герцогства Саксен-Мейнингенского. 
На принятие и пользование означенным титулом в России последовало, 13 июля 1876 года, Высочайшее соизволение. 